# Sunburn - Bruciata dal sole
Sunburn - Bruciata dal sole (Sunburn) è un film del 1979 diretto da Richard C. Sarafian.
Giallo in tono parodistico, tratto dal romanzo The Blind di Stanley Ellin con protagonisti Farrah Fawcett e Charles Grodin.

## Trama
Jake Dekker, uno spericolato investigatore privato che lavora per una grande compagnia assicuratrice, viene inviato ad Acapulco per indagare sulla morte sospetta di Mr. Thoren, un ricco uomo d'affari. Per nascondere meglio la propria identità, assolda Ellie Morgan, una bella modella, con lo scopo di fingersi una tranquilla coppia in vacanza.